# Gobiopsis bravoi
 Gobiopsis bravoi es una especie de peces de la familia de los Gobiidae en el orden de los Perciformes.

## Distribución geográfica
Se encuentra en las Filipinas, Indonesia (Irian Jaya) y, posiblemente, Okinawa y República de Palau.

## Observaciones
Es inofensivo para los humanos.